# Miho Oki
Miho Oki (沖 美穗, Oki Miho), née le 8 mars 1974 à Sendai, est une coureuse cycliste japonaise des années 2000.

## Biographie
Elle devient en 2008, championne du Japon pour la onzième année consécutive en autant de participations.

## Palmarès
- 1998
  -  Championne du Japon sur route
- 1999
  -  Championne du Japon sur route
- 2000
  -  Championne du Japon sur route
  - Grand Prix d'Okinawa
- 2001
  -  Championne du Japon sur route
- 2002
  -  Championne du Japon sur route
  - Trophée des grimpeurs
- 2003
  -  Championne du Japon sur route
- 2004
  -  Championne du Japon sur route
- 2005
  -  Championne du Japon sur route
  - 3e du Tour de Nouvelle-Zélande
- 2006
  -  Championne du Japon sur route
  -  Championne du Japon du contre-la-montre
- 2007
  -  Championne du Japon sur route
  -  Championne du Japon du contre-la-montre
- 2008
  -  Championne du Japon sur route